# Onthophagus lomii
Onthophagus lomii är en skalbaggsart som beskrevs av Müller 1942. Onthophagus lomii ingår i släktet Onthophagus och familjen bladhorningar. Inga underarter finns listade i Catalogue of Life.